# Ingemar Mayr
Pour les articles homonymes, voir Mayr.
Ingemar Mayr est un sauteur à ski néerlandais né le 30 novembre 1975.

## Coupe du monde de saut à ski
- Meilleur classement final: 45e en 1995.
- Meilleur résultat: 15e.